# Doroșenkove, Lenine
Doroșenkove (în ucraineană Дорошенкове) este un sat în comuna Leninske din raionul Lenine, Republica Autonomă Crimeea, Ucraina.

## Demografie
Componența lingvistică a localității Doroșenkove
     Rusă (100%)
Conform recensământului din 2001, toată populația localității Doroșenkove era vorbitoare de rusă (100%).